# Adolf Ahrens (Lehrer)
Adolf Theodor Johannes Ahrens (* 18. Oktober 1869 in Schwaan; † 27. Oktober 1932 in Warnemünde) war ein deutscher Lehrer, Heimatforscher, Schriftsteller und Museumsleiter.

## Leben
Von 1884 bis 1887 besuchte Ahrens die domaniale Präparandenanstalt zu Neukloster. Danach arbeitete er als Assistent an verschiedenen Schulen des Landes. 1890 kehrte er an das Lehrerseminar Neukloster zurück. Nachdem er seine Ausbildung als Volksschullehrer 1892 abschließen konnte, erhielt er in Waren (Müritz) eine Stelle. Ein Jahr später, am 1. April 1893, wechselte Ahrens als Lehrer nach Warnemünde. Hier lernte er Wilhelmine Louise Johanna Wienke kennen, die er am 4. Oktober 1894 heiratete. 1921 wurde er zum Direktor der Warnemünder Fritz-Reuter-Schule berufen, der er bis 1932 vorstand.
Heimatgeschichtlich stark interessiert, entwickelte Adolf Ahrens in den kommenden Jahrzehnten eine rege publizistische Tätigkeit. 1899 erschien sein erster Beitrag in der Zeitschrift Niedersachsen. Seit 1907 schrieb er für das wöchentlich in Rostock erscheinende Vereinsblatt des Mecklenburgischen Landesvereins für ländliche Wohlfahrt- und Heimatpflege Heimat zahlreiche Artikel zur Geschichte Warnemündes und der näheren Umgebung. Später kamen Veröffentlichungen in der Zeitschrift Mecklenburg des Heimatbundes Mecklenburg und in den Mecklenburgischen Monatsheften hinzu. 
In enger Zusammenarbeit mit seinem Zwillingsbruder Rudolf Wilhelm Ahrens entstand 1911 die Monografie Bilder-Atlas zur mecklenburgischen Heimatkunde und 1919 Die Heide – das Kleinod der Stadt Rostock.
Ahrens zählte zu den Mitbegründern des 1902 gebildeten „Plattdeutschen Vereins“ für Warnemünde und Umgebung. 1906 trat er dem „Heimatbund Mecklenburg“ bei. Um den Ausverkauf von Zeugnissen der Alltagsgeschichte durch Badegäste entgegenzuwirken, gründete Adolf Ahrens 1914 mit Gleichgesinnten das Warnemünder Heimatmuseum, dessen Leitung er ehrenamtlich übernahm. Gemeinsam mit Enthusiasten wie dem Fischer Heinrich Holtfreter und dem Buchdrucker Ernst Strübing wurde die Sammlung Schritt für Schritt ausgebaut.
1928 musste Ahrens die Leitung des Museums aus Gesundheitsgründen abgeben. Adolf Ahrens starb wenige Tage nach seiner Pensionierung am 27. Oktober 1932 in Warnemünde. Die erhaltene Grabstelle befindet sich im Warnemünder „Stephan-Jantzen Park“.

## Schriften
- Bilder-Atlas zur mecklenburgischen Heimatkunde – für den heimatkundlichen Unterricht (und für Freunde der Heimat). Bärensprung, Schwerin 1911 (RosDok).
- Die Heide, das Kleinod der Stadt Rostock – Geschichten und Bilder für Freunde der Heide. 2., verb. u. verm. Aufl.,  Behrend & Boldt, Rostock 1920 (RosDok).
- zahlreiche heimatkundliche Aufsätze in einschlägigen Zeitschriften wie: Niedersachsen (1899–1919), Die Heimat (1907–1911) und Mecklenburgische Monatshefte (1925–1932)[2]